# Dore Meyer-Vax
Dore Meyer-Vax, geb. Dorothea Richter (* 8. Mai 1908 in Nürnberg; † 3. Dezember 1980 ebenda), war eine deutsche Malerin.
Von 1926 bis 1929 studierte Dore Richter an der Staatsschule für Angewandte Kunst in Nürnberg (bei Rudolf Schiestl und Max Körner, Mitstudent ist Richard Lindner), von 1929 bis 1933 an der Berliner Preußischen Akademie der Bildenden Künste (bei Emil Rudolf Weiß und Karl Hofer). Dort lernte sie auch ihren späteren Ehemann, den Künstler Walter Meyer kennen. Nach der Heirat nannten sie sich mit dem Künstlernamen Meyer-Vax.
Von 1930 bis 1933 folgten mehrfache gemeinsame Studienreisen nach Norwegen, Italien, Spanien und Frankreich. 1931 bis 1940 arbeitete sie freischaffend in Berlin.
Ab 1933 Ausstellungsverbot und Verhöre durch die Gestapo. Die Künstlerin und ihr Mann hielten jahrelang illegalen Kontakt zu Felix Nussbaum, der vor den Nazis nach Holland und Frankreich emigrierte und später im KZ Auschwitz ermordet wurde. Es entstanden verschlüsselte Bilder gegen die NS-Herrschaft. Walter Meyer-Vax wurde 1940 zum Kriegsdienst eingezogen und fiel 1942 vor Stalingrad. 1943 verbrannte bei einem der ersten Luftangriffe fast das gesamte malerische und zeichnerische Werk beider Künstler; die Künstlerin ging zurück in ihre Geburtsstadt Nürnberg. Dort wurde sie bis zum Kriegsende zur Zwangsarbeit in einem Transformatorenwerk verpflichtet.
Nach dem Ende der Naziherrschaft thematisierte Dore Meyer-Vax zunächst die Erfahrung des Nationalsozialismus und des Zweiten Weltkriegs. Es entstanden eindrucksvolle Bilder der Mahnung und des Mitgefühls von Überlebenden der NS-Herrschaft und Kriegsgeschädigten: Kriegerwitwen, Trauernde, ratlose Kinder. 1953 beteiligte sie sich in der DDR mit dem Ölgemälde Kriegerwitwe (98 × 50 cm) an der Dritten Deutschen Kunstausstellung in Dresden. Ende der 1960er Jahre wandte sie sich verstärkt dem Zeitgeschehen zu und schuf ein beeindruckendes Œuvre politischer Grafik. Sie blieb der „Figuration als Ausdruck politischen Gestaltungswillens zeit ihres Lebens treu ...“
Von 1945 bis 1980 hatte sie Ausstellungen u. a. in Nürnberg, München, Düsseldorf, Bremen, Würzburg, Berlin, Dresden, Rostock. Im Ausland wurden ihre Werke in Polen, Jugoslawien, Österreich und Italien präsentiert.
Dore Meyer-Vax war Mitglied der 1947 gegründeten Künstlergruppe Der Kreis und 1946 Mitbegründerin der Internationalen Frauenliga für Frieden und Freiheit.

## Selbstreflexion
„Malenswert ist vor allem der Mensch. Was ist das aber für ein Mensch.“

## Weitere Werke (Auswahl)

### Tafelbilder
- Lernende Geschwister (Öl, 50 × 60 cm)[3]
- Menschen unserer Zeit (Öl, 60 × 50 cm)[3]

### Publizierte Essays
- Malenswert ist vor allem der Mensch. Zur Diskussion: „Was ist malbar?“ In: Bildende Kunst 3/1964, Berlin 1964, S. 140–141.
- Ein Bilderbuch des Lebens. In: Bildende Kunst, Berlin 1965, S. 534–536.

## Postume Ausstellungen
- 1981: München, Neue Münchner Galerie und „Aktionsgemeinschaft Nürnberger Künstlerhaus“ (In Memoriam Dore Meyer-Vax , 1908 – 1980)
- 2020/2021: Nürnberg, Kunstvilla im Kunstquartier („Dore Meyer-Vax – Engagierte Kunst“)